# Emballement médiatique

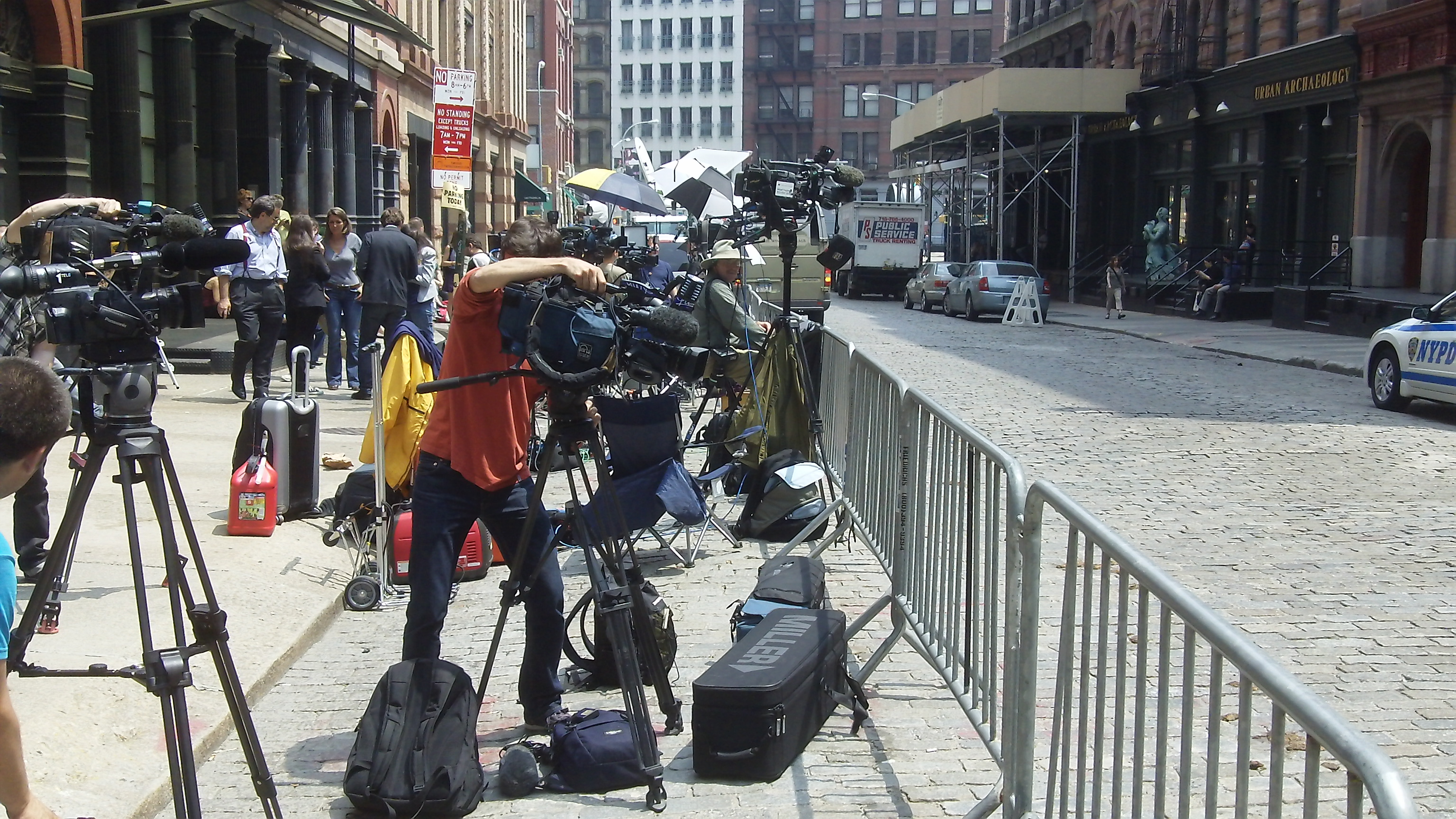
La nuée de reporters et de cadreurs, devant le domicile new-yorkais de Dominique Strauss-Kahn en 2011, lors de la couverture médiatique de l'affaire Strauss-Kahn.

L'expression « emballement médiatique » est une métaphore qui désigne de manière péjorative un événement considéré comme surmédiatisé par rapport à son importance véritable, une nouvelle où la couverture médiatique est perçue comme hors de proportion, notamment par le nombre de journalistes sur place, la quantité de dépêches et d'émissions produites.

## Terminologie
L'expression a pour synonymes « surmédiatisation », « battage médiatique », « cirque médiatique »,  « matraquage médiatique » ou « buzz des médias ».

## Description et usage
Les raisons d'être critique envers les médias sont variées. Cependant, la principale critique est qu'il y a un coût d'opportunité lorsque d'autres nouvelles plus importantes reçoivent moins d'attention du public lorsqu'un emballement médiatique détourne l'attention sur une autre affaire.
Malgré la déontologie qui impose aux journalistes de sélectionner les informations en fonction de leur importance, dans les faits, « leur tri s'opère de plus en plus en fonction de leur potentiel de captation émotionnelle ». Le cantonnement des discours médiatiques aux seules émotions conduit à « une cacophonie relativiste où tous les événements deviennent interchangeables : attentat terroriste, exploit d'une équipe sportive (…), lancement des soldes » et a pour risque une instrumentalisation politique des émotions (voir par exemple culture de la peur) au détriment de toute tentative d’analyse réelle de la situation.